# Hiperrealitat
Hiperrealitat és un concepte, relacionat amb la semiòtica i la filosofia postmoderna, que denomina la incapacitat de la consciència per distingir la realitat de la fantasia, especialment en les cultures postmodernes més avançades tecnològicament.
La hiperrealitat és un mitjà que ens serveix per a descriure la forma en la qual la consciència defineix el que és verdaderament real en un món on els mitjans de comunicació tenen el poder de modelar i filtrar de manera radical la manera en la qual percebem un determinat esdeveniment o experiència. Entre els experts més famosos en hiperrealitat s'hi inclouen Jean Baudrillard, Daniel Boorstin i Umberto Eco.
La majoria dels aspectes de la hiperrealitat poden pensar-se com experimentar la realitat a través de l'ajuda d'altri, en quant aquest altri es tracta d'algú aliè a ell mateix.

## Introducció
L'hiperrealisme és un símptoma de la cultura postmoderna. No es pot dir que la hiperrealitat existeixi o que no existeixi: Es tracta simplement d'una manera de descriure la informació a la qual la consciència es troba exposada.
Es pot pensar en la majoria dels aspectes de la hiperrealitat com "realitat a través d'intermediaris". En particular, Jean Baudrillard suggereix que el món en el qual vivim ha estat reemplaçat per un món copiat, on no s'hi cerca més sinó estímuls simulats.
Jean Baudrillard pren de Jorge Luis Borges l'exemple d'una societat on els cartògrafs creen un mapa tan detallat que es mimetitza amb les mateixes coses que representa. En el moment que l'imperi cau, el mapa es perd en el paisatge i deixa d'existir la representació, ni el que queda del que és real – només el que és hiperreal.
La concepció de la hiperrealitat de Jean Baudrillard fou marcadament influenciada per la fenomenologia, la semiòtica i Marshall McLuhan.

## El naixement de la hiperrealitat
Els béns de consum tenen un valor de signe, és a dir, que indiquen alguna cosa sobre el seu propietari en el context d'un sistema social (veure Jean Baudrillard). Per exemple, un ric té un Mercedes Benz per tal d'indicar el seu estatus de ric.
Fonamentalment, el valor de signe té un significat o un valor intrínsec, més enllà dels acords fets al voltant dels béns concrets. A mesura que aquests valors de signe es multipliquen, la interacció social es basarà cada vegada més en objectes sense un significat inherent. I, per aquest motiu, la realitat es tornarà cada vegada menys important a mesura que el valor de signe pren importància.

## Hiperrealitat Virtual
Amb el desenvolupament d'Internet i les noves tecnologies es poden crear, gairebé literalment, nous mons en els quals, en cert sentit, es pot dir que no necessiten la matèria primera del món real per tal d'existir. Aquests mons es poden observar a través de la Hiperrealitat Virtual.
La Hiperrealitat Virtual és una experiència que aconsegueix unir l'espai real i virtual. A través d'efectes interactius es combinen objectes físics i imaginaris, deixant entrar al participant de l'experiència dintre de la històra en comptes de veure-la a través d'una pantalla. Es prepara un escenari específic on la persona es posa una armilla, sensors a les extremitats i unes ulleres de realitat virtual. Aquesta evolució de la realitat virtual es pot entendre com un futur no gaire llunyà, i així ho mostra Keiichi Matsuda en el seu curtmetratge.
Com diu Curtis Hickman, Director Creatiu de The Void, "A les nostres experiències d'Hiperrealitat, construïm mons virtuals sobre espais físics. Estem prenent el món virtual i millorant-lo amb la realitat".The Void és una de les experiències d'hiperrealitat virtual més conegudes, situada a Anaheim, Dubai, Edmonton, Malàisia, Glendale, Las Vegas, Lindon, Orlando, Santa Monica, Toronto i Texas.

### Hyper-Reality, Keiichi Matsuda
Hyper-Realityés un curtmetratge realitzat per Keiichi Matsuda que mostra un possible futur on la tecnologia està immersa en les nostres vides, les quals s'han transformat en una experiència d'hiperrealitat virtual permanent. El curt dura sis minuts i forma part d'un conjunt de curts realitzats per Matsuda que tenen la intenció de fer veure un món on la realitat virtual està totalment integrada en les nostres vides. La història està ambientada a la ciutat colombiana de Medellín i protagonitzada per una dona de classe mitjana que ens mostra les seves activitats quotidianes en primera persona.

## Definicions d'hiperrealitat
- La simulació de quelcom que, en realitat, mai no va existir.[6] (Jean Baudrillard)
- La falsedat autèntica. (Umberto Eco)

## Exemples d'hiperrealitat
- Les begudes esportives amb un sabor que, en realitat, no existeix ("Xtreme, Fierce, X-factor").
- Un arbre de Nadal amb millor aparença que qualsevol altre arbre real.
- La fotografia d'una model que es retoca amb l'ajuda d'un programa informàtic abans de ser publicada (la qual cosa genenerà probablement una proliferació d'individuus que, influïts pels mitjans de comunicació de masses, pretendran assemblar-se a la hiperrealitat de la bellesa retocada).
- Un jardí "massa" ben arreglat (la hiperrealitat en la naturalesa).
- El cinema.
- La pornografia ("més sexy que el mateix sexe").
- Un joc, real o no, en el qual el jugador oblidarà temporalment la diferència entre joc i realitat.

## Hiperrealitat i posthumanisme
La definició del posthumanisme és un pensament el qual es basa en una crítica als sistemes anteriorment establerts, per la qual cosa la hiperrealitat és definida com l'abandonament a tots aquests sistemes per mitjà d'una fantasia la qual es pot convertir en un estil de vida, portant a les persones a una espècie d'Utopia en la qual qualsevol desig es pot complir si és així com es desitja. Es pot definir com el pas en què la tecnologia s'apodera d'una realitat en la qual s'eliminen diferents problemes de la societat.